# Averna

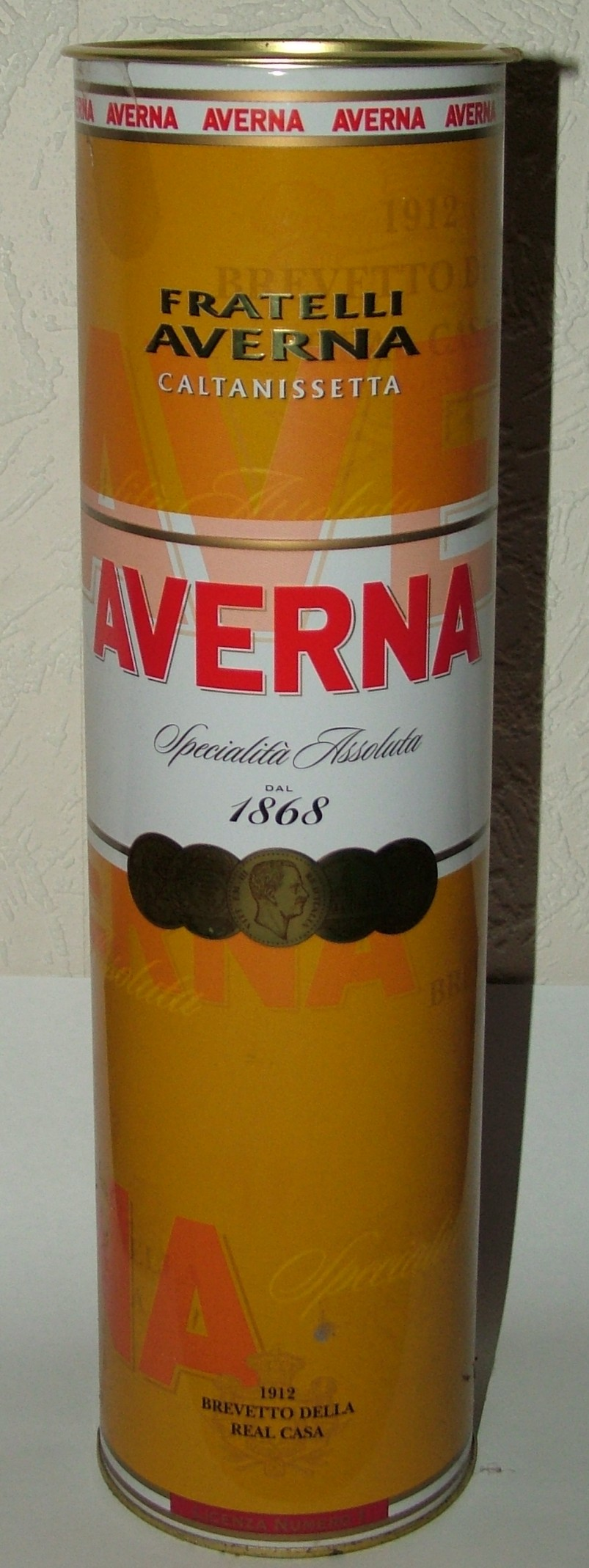
Geschenkverpackung

Averna (Amaro Siciliano) ist ein sizilianischer Bitterlikör, hergestellt aus verschiedenen Kräutern, Wurzeln und ätherischen Ölen aus Bitterorangen und Zitronen. Seit 2014 gehört die Marke zum Portfolio des Mailänder Unternehmens Campari. Der Alkoholgehalt beträgt 29 % Vol.

## Geschichte
Laut einer für Liköre typischen Ursprungslegende wurde das Rezept des Amaro Averna gegen Anfang des 19. Jahrhunderts von Mönchen des Benediktinerklosters Santo Spirito bei Caltanissetta entwickelt. 1854 hätte der Mönch Frà Girolamo das Rezept einem Textilhändler namens Salvatore Averna als Dank für dessen Engagement für das Kloster und die Region geschenkt. Averna stellte den Kräuterlikör zunächst nur für Gäste im Landhaus seiner Familie in Xiboli (Caltanissetta) her, wo die Familie die heißen sizilianischen Sommer verbrachte. Anfang des 20. Jahrhunderts gab er das Rezept und das Geschäft an seinen Sohn Francesco Averna weiter, der den Amaro auf Messen in ganz Italien und im Ausland vorstellte.
Nach dem Tod Francesco Avernas übernahm seine Frau Anna Maria 1923 die Leitung des Unternehmens. Gemeinsam mit ihren Söhnen Salvatore, Paolo, Emilio und Michele baute sie die Marke kontinuierlich aus. 1958 wurde das Familienunternehmen zur Aktiengesellschaft Fratelli Averna S.p.A. Zu diesem Zeitpunkt erfolgte der Vertrieb des Amaro Averna bereits bis in die USA. 2014 übernahm die Gruppo Campari das Unternehmen.

## Produktion
Im Kloster wurde die traditionelle Kräuterheilkunde gepflegt, laut Hersteller ist daher die Verwendung von mediterranen Kräutern typisch für das Rezept. Kräuter, Wurzeln und Gewürze sowie Granatäpfel und ätherische Öle aus Bitterorangen und Zitronen werden zusammengestellt, vermischt und zerkleinert. In der anschließenden Mazeration werden die Zutaten mit reinem Alkohol übergossen und geben ihre Aromen und Geschmacksstoffe an ihn ab. Wenn die Geschmacks- und Geruchsintensität stimmen, wird die Mischung mit Wasser auf Trinkstärke herabgesetzt, Zucker und Farbstoffe beigefügt und abgefüllt. Das Rezept ist laut Hersteller seit 1868 unverändert.

## Geschmack und Verzehr
Der Geschmack von Averna ist bittersüß mit Anklängen von Orange und Süßholz sowie Noten von Myrte, Wacholderbeeren, Rosmarin und Salbei. Den Amaro trinkt man als Digestif nach dem Essen pur, auf Eis oder mit einer Orangen- oder Zitronenscheibe. Zur Intensivierung des Aromas können auch Kräuter wie Salbei, Minze oder Rosmarin ins Glas gegeben werden.